# Свистун Богдан Пилипович
Богдан Пилипович Свистун (1892, Теребовлянщина, Королівство Галичини та Володимирії, Австро-Угорщина — 1954, м. Тернопіль, нині Україна) — український лікар-фтизіатр, громадський діяч. Доктор медицини (1917).

## Життєпис
Богдан Свистун народився 1892 року на Теребовлянщині тодішнього Тернопільського повіту коронного краю Королівство Галичини та Володимирії у складі Австро-Угорщини.
Навчався у гімназіях Тернополя і Варшави (нині Польща), закінчив Київський університет (1917, нині національний університет).
Працював терапевтом, інфекціоністом, фтизіатром у Тернопільській міській лікарні.
З «Міщанським братством» — співзасновник лічниці «Заведеніє князя К. Острозького» для вбогих, самотніх, хворих на туберкульоз.
1936 студіював в інституті імені Форланіні в м. Римі (Італія) методику штучного пневмотораксу; імпортував до Тернополя 2 рентгенівські апарати. У 1940 навчався в м. Москві на курсах підготовки головних лікарів.
У січні 1941 — 1954 — головний лікар Тернопільського обласного протитуберкульозного диспансеру.
Автор наукових статей. Вивчав історію рідного краю; мав велику колекцію гончарських виробів.
Помер у 1954 році в м. Тернополі.